# 冯乃超

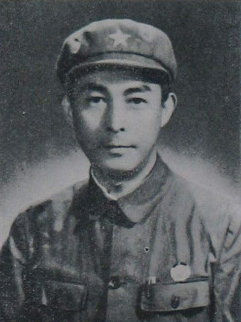

冯乃超（1901年10月12日—1983年9月9日），笔名冯子韬，祖籍广东南海，生于日本横滨山下町56番地，中国现代诗人、文艺活动家。创造社和左联等文艺社团的领导人。曾任中共中央人事部副部长、中山大学副校长、广东省政协副主席等职。李声韵丈夫。

## 生平
出身日本侨领之家。父亲冯德明。
1923年，在日本第八高等学校理科毕业后，先后就读于京都帝国大学哲学系、东京帝国大学哲学系社会学科，后改学美学与美术史。1926年加入日本共产青年同盟外围组织。1926年3月开始，在创造社《创造月刊》上发表组诗《幻想的窗》等具有象征色彩的诗歌，成为创造社出版部日本东京分部的联络人，并参加了日本革命学生组织的马克思主义读书会和艺术研究会，参与日本无产阶级文艺运动，接受苏联和日本的“左”翼文艺理论。
1927年秋中国国民党清党后，在成仿吾邀请下毅然弃学回国参加革命工作。1928年1月发表在《文化批判》创刊号上的两首诗《上海》和《与街头上人》，标志其诗风从低沉到革命的转变。1928年任《创造月刊》、《文化批判》编辑，成为著名文学团体创造社后期的中坚和主将。1928年9月经潘汉年介绍加入中国共产党。1929年秋与郑伯奇等组织中国艺术剧社，任文学部长。与鲁迅等筹组中国左翼作家联盟（“左联”），被推举为《理论纲领》的起草人。1930年3月2日左联成立，当选常务委员，并任左联首任党团书记兼宣传部长。1931年2月任中共中央宣传部文化工作委员会（“文委”）书记、中国左翼文化界总同盟（“文总”）党团书记。1931年3月任中共中央机关报《红旗周报》编辑。
1932年中共上海地下党组织遭到严重破坏，以中共中央特科成员身份到武汉投靠岳父（同盟会元老、湖北省民政厅长李书城），在湖北省民政厅统计股任职，并作情报工作。
1938年在长江局领导下，参加筹备中华全国文艺界抗敌协会（“文协”），先后任筹备会书记、文协理事、常务理事，编辑《抗战文艺》。4月在国民政府军事委员会政治部第三厅工作，任第七处第三科（对敌宣传科）科长，是郭沫若的助手。是第三厅中共领导小组成员，还是中共特支书记，并领导“孩子剧团”。1940年10月，第三厅撤销，成立国民政府军事委员会政治部文化工作委员会，出任文工会支部书记。1942年任中共中央南方局文化工作委员会（“文委”）委员。
重庆国共谈判期间，任中共代表团顾问。1946年1月任中共中央南方局统战委员会文化组副组长，5月任上海工委委员、“文委”书记。1946年10月，赴香港，任中共中央华南分局香港工委委员、“文委”书记，主管香港文化和统战工作，编辑《大众文艺丛刊》。1947年7月编选了瞿秋白著《论中国文学革命》和诗集《毛泽东颂》，由中共在香港的出版社海洋书屋出版。1949年春，中华全国文学艺术工作者代表大会筹备委员、党组代表成员、代表资格审查委员会主任；华北人民政府教育委员会委员，第一届全国政协代表，中国人民政治协商会议第一届全体会议。
中华人民共和国成立后，任中央人民政府政务院文教委员会副秘书长兼人事处处长、中共中央宣传部干部处处长、中央纪律检查委员会委员、中央直属机关党委文教分党委书记。1950年9月任中央人事部副部长兼第四局局长。
应叶剑英、方方要求，1951年2月降级出任中山大学副校长兼党委书记，从管高教部的变为被高教部管，但仍然服从安排。后曾任中山大学党委第一书记。与校内非中共的校长许崇清、副校长陈序经、名教授陈寅恪等均关系融洽。曾当选广东省政协副主席。相继兼任中共广东省委高等学校委员会第一书记、中共广东省委委员、中共广东省委文教部副部长等职。当选为第一届全国人民代表大会代表、中共八大代表、广东省政协副主席、第四第五届全国政协委员、第一第四届中国文联全国委员会委员。潘汉年被定为汉奸特务后，他依旧坚持潘是自己的入党介绍人。
文革期间受冲击。文革期间到北京，曾要求周扬去向冯雪峰道歉。1971年7月被解放。1975年4月调离中山大学转任北京图书馆顾问。
1983年9月9日在北京病逝。

## 家庭
独生女冯真，画家，1950年代苏联留学。中央美术学院教授。

## 评价
陈寅恪夫人唐筲曾说冯乃超：“虽是个老党员，但倒是个念书的。”

## 著作
- 诗集《红纱灯》，1928年，创造社
- 小说散文集《傀儡美人》，1929年，上海长风书店
- 短篇小说集《抚恤》，1929年，上海沪滨书局
- 《冯乃超文集》，1986年、1991年，中山大学出版社